# Славко Алексич
Славко Алексич (на сръбски: Славко Алексић) е сръбски четнически войвода и командир на Новосараевския четнически отряд по време на войната в Босна и Херцеговина (1992 – 1996).

## Биография
Славко Алексич е роден на 1 септември 1956 година в село Богдашичи, СФРЮ. По-голяма част от живота си прекарва в Сараево, където изучава право. През 1990 година става член на Сръбската радикална партия. След убийство по време на сватба на 1 март 1992 година, пред църквата Свети Михаил и Гаврил в Сараево създава Новосараевски четнически отряд със седалище в Гърбавица. За Четнически войвода го назначава Воислав Шешел, на 13 май 1993 година, както и Момчило Джуич, на 27 януари 1999 година. Отличава се в битката за защита на Гърбавица, където е раняван три пъти. Командва отряда на руските доброволци в Сараево.